# Александрийский квартет
«Александрийский квартет» (The Alexandria Quartet) — роман-тетралогия Лоренса Даррелла, действие которого разворачивается в египетском городе Александрия накануне Второй мировой войны, в эпоху британского военного присутствия в Египте.
«Александрийский квартет» является наиболее знаменитым произведением Лоренса Даррелла, вершиной его литературного творчества. Книга принесла автору грандиозный успех среди читающей публики и была восторженно встречена многими критиками.
Лоренс Даррелл создал роман, в котором переплелось множество сюжетных линий, повествование ведётся то от третьего лица, то поочерёдно от лица нескольких персонажей, а сложный язык является предметом изучения нескольких поколений литературоведов.
Тетралогия состоит из четырёх больших книг, примерно одинаковых по объёму: «Жюстин», «Бальтазар», «Маунтолив» и «Клеа». Согласно замыслу самого автора, три первые книги содержат три разные точки зрения на события одного и того же отрезка времени, а в четвёртой книге события снова начинают развиваться и объединяют все предшествующие эпизоды в единое целое.
 Это роман, в котором барокко встречается с романтизмом, а модернизм — с постмодернизмом. История, которая случилась в 30-е годы XX века — а могла бы произойти и в эпоху Птолемеев: восточная экзотика, романтические страсти, любовные многоугольники, мистика, шпионаж и политические интриги, роскошь и нищета, пропавшие дети, загадочные убийства и самоубийства — весь наворот приключенческого романа: не то детектив Ле Карре, не то трагедия Вебстера. Кажется, что Даррелл сочинял книгу на все вкусы и на все случаи жизни. Хотите традиционный «роман воспитания», с линейным нарративом, повествованием от третьего лица, всеведущим и невидимым автором во флоберовском вкусе, с ясной и рациональной интригой? Вот он — «Маунтолив». Желаете нечто модернистски-поэтическое, неясное и таинственное, прослоенное философскими контекстами, отсылками к Юнгу и гностикам, пропитанное поэтическими аллюзиями из Кавафиса? Этот товар тоже имеется — «Жюстин». А если вам требуется что-нибудь иронично-постмодернистское, с таротной символикой, заставляющее вспомнить Фаулза или Кальвино (на самом деле и Фаулз, и Кальвино были позднее) — то, пожалуйста, «Бальтазар».

Роман, созданный как палимпсест: записки Дарли — повествователя — протагониста, комментарии его друга Бальтазара, дневники его возлюбленной Жюстин и ее мужа Нессима, роман первого ее мужа Арноти, записные книжки писателя Персуордена… Точки зрения на происходящее пересекаются, смыкаются, различаются, отрицают друг друга, так что читатель окончательно теряет представление об истине — или хотя бы о возможности ее существования. Карнавальная стихия, театр теней, в котором люди — только актеры, маски, архетипы, раскрашенные переводные картинки, сами не знающие, кто они на самом деле. 
 Этот роман, на мой взгляд, — единственное произведение о Египте XX века. Египет — это уже осколок колониальной империи, и крушение колониализма там как раз запечатлено, как на фотографии. На мой взгляд, это единственное произведение, в котором этот момент наиболее точно выражен. Практически ничего нет другого о духе Александрии как таковой. Насколько я знаю, он уже выветрился там давно, лет 40 назад. 

## Сюжет

### Книга первая. «Жюстин»
Александрия, конец 1930-х годов. Египтом правит король Фарук, опираясь на всесильного министра внутренних дел, жестокого и корыстного Мемлик-пашу. В Египте размещены британские войска, страна подчинена влиянию Англии. В жизни Александрии видную роль играет европейская диаспора, её представители тесно связаны с влиятельной прослойкой коптов.
Молодой литератор Дарли приезжает в Александрию из Великобритании, работает школьным учителем и ведёт богемную жизнь. Однажды во время пьяной вечеринки он помогает привести в чувство гречанку Мелиссу, танцовщицу и куртизанку. Мелисса оказывается милой девушкой, способной на искренние и нежные чувства; между ними возникает любовь. Однако вскоре Дарли знакомится с эксцентричной обольстительницей Жюстин, женой миллионера Нессима Хознани, одного из лидеров египетских коптов. Жюстин известна всему городу своими многочисленными любовными похождениями. Бурный роман между Дарли и Жюстин странным образом не мешает дружеским отношениям Нессима с Дарли, который мало-помалу начинает бояться мести со стороны обманутого мужа, но не в силах преодолеть влечение к Жюстин. Дарли узнаёт о тайнах, преследующих Жюстин в течение всей жизни — воспоминания о перенесённом в детстве изнасиловании и потерянном ребёнке, похищенном и проданном в детский бордель, о её многочисленных визитах к психиатрам и странном тайном мистическом обществе.
Александрия предстаёт в романе городом, каким его видит Дарли — роскошным, изысканным, порочным, космополитичным. Постепенно перед читателем выстраивается целая галерея персонажей из светского общества: французский дипломат, повеса и интриган Помбаль, врач-каббалист Бальтазар, проницательный и насмешливый писатель Персуорден, старомодный романтик доктор Амариль, патологический распутник Каподистриа, независимая и рассудительная художница Клеа, профессиональный жиголо Тото де Брюнель и другие представители европейской колонии. Мир «Александрийского квартета» — это мир европейцев и коптов-христиан; героев, принадлежащих к мусульманскому большинству, очень мало. Многочисленные любовные связи, скандалы, сплетни, а затем и шпионаж, в который оказывается вовлечён Дарли, переплетаются самым причудливым образом.
Любовь к Жюстин постепенно заполняет всю жизнь Дарли, из-за неё он оставляет Мелиссу, теряет работу, погружается в свои переживания, понимая, что Жюстин совсем не склонна отвечать на его любовь такими же чувствами. Неожиданно Нессим приглашает Дарли на большую утиную охоту в своём поместье. Дарли опасается возможности получить пулю, однако принимает приглашение. Но вместо него с охоты не возвращается Каподистриа, оказавшийся виновником изнасилования Жюстин. Сразу после этого Жюстин уезжает в Палестину. Нессим между тем заводит связь с Мелиссой, она рожает от него девочку и вскоре умирает от туберкулёза. Разочаровавшийся во всём Дарли забирает на воспитание ребёнка Мелиссы и уезжает на Крит, где пишет книгу о своих отношениях с Жюстин.

### Книга вторая. «Бальтазар»
Получив от Дарли рукопись его книги, Бальтазар привозит ему на остров объёмистый комментарий, из которого Дарли узнаёт подоплёку многих событий, которые предстают перед ним в совершенно ином свете. Дарли понимает, что для Жюстин их связь была ничего не значащим эпизодом в череде бесконечных сексуальных отношений с мужчинами, а иногда и с женщинами, и что её роман с Дарли служил прикрытием для интимных встреч с Персуорденом. Жюстин испытывала к этому человеку страсть, доходящую до рабского преклонения — вероятно, потому, что Персуорден был единственным мужчиной, который открыто насмехался над её репутацией роковой женщины и высмеивал даже её комплексы, связанные с её изнасилованием и похищением ребёнка. Персуорден подозревал, что для Жюстин эти события мало-помалу стали лишь предлогом, чтобы создать вокруг себя ореол загадочной натуры, и не стеснялся говорить ей об этом. Когда Персуорден неожиданно для всех покончил с собой, Жюстин пережила его смерть как самую тяжёлую утрату.
Между тем начинает выясняться, что антибританский заговор, в котором подозревали Нессима и Жюстин Хознани, оказался реальным. Англичане давно получали информацию, что в Египте против них настроены не столько мусульмане, сколько христиане-копты, которых поддерживают еврейская и армянская диаспоры. Во второй книге впервые появляются брат Нессима — Наруз, а также их мать Лейла, женщина умная и образованная, но подверженная странным помрачениям рассудка. Братья очень дружны между собой, они делят усилия по управлению богатствами Хознани: Нессим отвечает за финансы, Наруз — за земельные владения. Физическое уродство Наруза (заячья губа) отвратило его от высшего света; в Александрии ему дорог лишь один человек — прекрасная художница Клеа, в которую он влюблён давно и безнадёжно.
Лейла Хознани в молодости была красавицей и жаждала свободной жизни, сумела получить образование, после смерти мужа мечтала уехать в Европу, но накануне отъезда переболела оспой, утратила красоту, а вместе с ней — надежду вырваться из затворничества. Лейла по доброй воле надела чадру и осталась в поместье, которое превратилось для неё в убежище. Единственным окном в цивилизованный мир стали для Лейлы письма: когда ей было сорок лет, молодой британский дипломат Маунтолив, проживший несколько недель гостем в доме Хознани, стал её любовником. После расставания они начали переписываться, и для них обоих эта интеллектуальная связь стала значить гораздо больше, чем любовная, от которой постепенно остались лишь неясные воспоминания.
Наруз ненавидит Жюстин, считая, что его брат опозорил себя таким браком, и однажды пытается убить её во время маскарада, но по ошибке убивает де Брюнеля. Наруз является в дом Клеа, признаётся в убийстве и в любви к ней; Клеа выслушивает его с отвращением и спешит выставить вон. После этого Наруз начинает искать утешения в религии, мало-помалу приобретает среди местных коптов славу проповедника, чем в конце концов ставит под удар тайные планы заговорщиков.

### Книга третья. «Маунтолив»
В начале третьей книги действие на время переносится на двадцать лет назад, когда Маунтолив впервые появился в Египте и встречался с Лейлой в поместье Хознани. Молодой дипломат, отлично владеющий арабским, считающий себя знатоком Египта, раз за разом убеждается, что местная жизнь полна сюрпризов. Из бесед с Лейлой, её сыновьями и её калекой-мужем Маунтолив узнаёт, насколько влиятельны были копты-христиане в течение многих столетий господства арабов и турок; появление англичан разрушило устойчивый баланс.
Воспоминания Маунтолива служат объяснением неоправданного, казалось бы, заговора коптов против Англии. Теперь Нессим и его соратники поставляют оружие в Палестину для евреев, планирующих свергнуть там британскую власть и захватить господство в стране. Заговорщики утверждают: рост исламского радикализма неизбежен, англичане рано или поздно уйдут, и копты в Египте станут гонимым меньшинством; чтобы этого не допустить, нужно создать противовес мусульманам на Ближнем Востоке в виде государства Израиль, как бы ни противились этому британцы.
Получив после многолетнего перерыва назначение послом в Египет, Маунтолив почти сразу же оказывается перед тяжёлым выбором: дать ход полученной от британской разведки информации о заговоре означает почти неминуемую гибель Нессима — сына женщины, которая не только была любовницей Маунтолива, но за много лет переписки стала его самым близким другом, его наставницей в познании мира. В то же время Наруз, вдохновлённый своей популярностью в народе, начинает претендовать на роль лидера и открыто бросает вызов старшему брату. Мало-помалу перед Нессимом возникает дилемма: либо дать сообщникам согласие на ликвидацию Наруза и свалить на него вину за поставки оружия, либо потерять всё и, возможно, погибнуть. Жюстин очень мягко, ненавязчиво подталкивает мужа принять первое решение.
Маунтолив знакомится с Лайзой, сестрой Персуордена, слепой девушкой необыкновенной красоты. Выясняется, что самоубийство Персуордена связано с раскрытием заговора Нессима, а его сестра всё больше нравится новому послу. И Маунтолив, и Нессим делают свой выбор в пользу долга, а не чувств. Лейла, в страхе за сына, вызывает посла на тайную встречу, умоляя его спасти Нессима, но лишь жестоко разочаровывает Маунтолива, который вместо мудрой собеседницы видит в ней старую вульгарную арабскую матрону. Маунтолив ставит в известность египетские власти. Нессим подносит Мемлик-паше крупную взятку, в то же время даёт согласие на физическое устранение своего брата. Засланный в поместье убийца выпускает в Наруза дюжину пуль; тот успевает ударами кнута ослепить нападавшего, который тонет в озере. Наруз не упрекает брата, хотя и понимает, что Нессим причастен к покушению; перед смертью он желает только одного — увидеть Клеа. Девушка с большой неохотой соглашается приехать, но (случайно или нет) задерживается по пути, и Наруз умирает после долгой агонии, оплакиваемый простонародьем.

### Книга четвёртая. «Клеа»
События четвёртой книги приходятся на разгар военных действий в Северной Африке в годы Второй мировой войны. Дарли по просьбе Нессима возвращается с Крита в Александрию и привозит с собой девочку, которая быстро находит общий язык с отцом. 
После раскрытия заговора Нессим и Жюстин живут под домашним арестом, потеряв большую часть своих денег, однако не теряют надежду выбраться из страны. Лейла, уехавшая в Кению, умирает там, сломленная гибелью Наруза и разрывом отношений с Маунтоливом. Жюстин, оказавшись в изоляции, теряет свой шарм и делит досуг между депрессией и наркотиками. Дарли испытывает к ней почти полное равнодушие и спешит избавиться от её общества.
Александрия стала прифронтовым городом, немецкая авиация бомбит порт, улицы полны солдатами. Дарли получает работу в британском посольстве и наконец сближается с Клеа, с которой его уже давно связывали сложные отношения. Целый год продолжается безмятежная, полная радости и взаимопонимания любовь; опасность воздушных налётов только подогревает их чувства.
Дарли узнаёт новые подробности об отношениях Персуордена и Жюстин. Он знакомится с Лайзой, которая рассказывает ему подробности из жизни своего брата. Лишившись родителей, Персуорден и его слепая сестра росли вместе в заброшенном доме в Ирландии и в юности вступили в связь; они любили только друг друга. Но когда Лайза родила слепую девочку, которая вскоре умерла, Персуордена стало одолевать чувство вины: он хотел, чтобы Лайза встретила своего мужчину и вышла замуж. В конце концов Маунтолив женится на Лайзе и получает назначение послом в Париж, только что освобождённый от оккупации.
Отношения между Дарли и Клеа постепенно омрачаются. Особенно тяжело действует на Клеа предсказание, которое когда-то сделал чудаковатый британский моряк Скоби; он рассказал про смерть Наруза и добавил, что любовь мертвеца восторжествует и он заберёт возлюбленную к себе. Клеа становится непредсказуемой и неадекватной, ссорится с Дарли, всё чаще избегает его и наконец почти полностью с ним разрывает. Дарли с облегчением узнаёт, что его отправляют в командировку на Крит, но Клеа зовёт его на прощанье искупаться в море вместе с Бальтазаром. Когда они ныряют по очереди у затонувшего корабля, Бальтазар случайно приводит в действие гарпунное ружьё, принадлежавшее когда-то Нарузу. Гарпун пробивает Клеа правую руку, пригвоздив её под водой к борту корабля, и чтобы спасти любимую, Дарли вынужден отрезать ей кисть.
Закончив работу на Крите, Дарли принимает решение навсегда покинуть Александрию и уехать в Европу. Дарли и Клеа одновременно пишут друг другу письма, из которых следует, что их планы одинаковы. Клеа излечилась от своей депрессии и обрела способность писать картины искусственной рукой. Она рассказывает Дарли о Жюстин, которая сумела вырваться на свободу, соблазнив страшного Мемлик-пашу, а теперь вместе с Нессимом собирается в Швейцарию. Клеа сообщает, что она наконец чувствует себя настоящей художницей; Дарли — что он, вероятно, всё-таки сумеет стать писателем. В письмах они приглашают друг друга на свидание в Париже.

## Экранизация
В 1969 году американцы Джордж Кьюкор и Джозеф Стрик сняли по роману двухчасовой фильм «Жюстин». Несмотря на «звёздный» состав актёров (Анук Эме, Дирк Богард, Филипп Нуаре, Майкл Йорк, Анна Карина, Джон Вернон и т. д.), фильм оказался убыточным и был принят критиками в целом скептически. Сам Лоренс Даррелл тоже был недоволен экранизацией и тем, что его не привлекли к работе над сценарием.
Как следует из названия фильма, в центре сюжета оказывается Жюстин и её отношения с Дарли, в то время как многие герои книги сведены до эпизодических ролей, а Клеа, Бальтазар, Лейла, Амариль и некоторые другие персонажи в картине вообще не появляются. В итоге фильм «Жюстин» оказался единственной попыткой воплотить «Александрийский квартет» на экране.

## Переводы и издания на русском языке
- Перевод — Вадим Михайлин.
- Издательство Симпозиум, СПб., 2007. Жюстин (ISBN 978-5-89091-361-6), Бальтазар (ISBN 978-5-89091-362-3), Маунтолив (ISBN 978-5-89091-363-0), Клеа (ISBN 978-5-89091-364-7)
- «Александрийский квартет: Жюстин. Бальтазар» : [сборник; перевод с английского] / Лоренс Даррел. — Москва: Издательство АСТ, 2018. — 608 с. — (NEO-Классика). ISBN 978-5-17-110595-2